# Ut sit
Ut sit (en español, Para que sea) es una Constitución apostólica de Juan Pablo II, en forma de bula y datada el 28 de noviembre de 1982, mediante la que se erigió al Opus Dei como Prelatura personal bajo el nombre de "Prelatura de la Santa Cruz y del Opus Dei". El documento fue parcialmente modificado por el Papa Francisco mediante la carta apostólica en forma de motu proprio Ad charisma tuendum del 14 de julio de 2022.

## Objeto de la Constitución apostólica
Las diócesis y otros órganos de la Iglesia católica, de carácter jurisdiccional (prelaturas y abadías territoriales, prefecturas y vicariatos apostólicos, ordinariatos militares) son erigidos mediante una Constitución Apostólica), este ha sido el mismo instrumento jurídico utilizado para erigir la primera prelatura personal, en aplicación de lo previsto por el Concilio Vaticano II, en el Decreto Presbyterorum Ordinis, n. 10.
El Opus Dei, fundado el 2 de octubre de 1928, por Josemaría Escrivá, había recibido su aprobación pontificia definitiva como Instituto secular, mediante el Decreto Primus Inter, del 16.VI.1950, mediante esta Constitución apostólica queda erigido como prelatura personal.

## Contenido
Ut sit validum et efficax instrumentum suae ipsius salvificae missionis pro mundi vita, Ecclesia maternas curas cogitationesque suas maxima cum spe confert in Opus Dei, quod Servus Dei Ioseph Maria Escrivá de Balaguer divina ductus inspiratione die II Octobris anno
MCMXxvni Matriti inivit.
Con grandísima esperanza, la Iglesia dirige sus cuidados maternales y su atención al Opus Dei, que por inspiración divina el Siervo de Dios Josemaría Escrivá de Balaguer fundó en Madrid el 2 de octubre de 1928, con el fin de que siempre sea un instrumento apto y eficaz de la misión salvífica que la Iglesia lleva a cabo para la vida del mundo.
Inicio Constitución apostólica Ut sit

La constitución expone de modo los principales rasgos del Opus Dei: ha iluminado con luces nuevas la misión de los laicos en la Iglesia, se ha esforzado en llevar a la práctica la llamada universal a la santidad y a promover en todas las clases sociales la santificación del trabajo profesional. Se refiere también cómo a través de la Sociedad Sacerdotal de la Santa Cruz ha ayudado a los sacerdotes diocesanos a vivir la misma doctrina en su ejercicio ministerial.
El crecimiento del  Opus Dei, extendido por un gran número de diócesis en todo el mundo, como un organismo compuesto de sacerdotes y laicos, hace necesario -señala la Constitución- dotarle de una configuración jurídica adaptada a sus características peculiares, así lo solicitó a la Santa Sede el mismo Fundador en el año 1962.

Desde que el Concilio Ecuménico Vaticano II introdujo en el ordenamiento de la Iglesia, por medio del Decreto Presbyterorum Ordinis, n. 10 —hecho ejecutivo mediante el Motu proprio Ecclesiae Sanctae, I, n. 4— la figura de las Prelaturas personales para la realización de peculiares tareas pastorales, se vio con claridad que tal figura jurídica se adaptaba perfectamente al Opus Dei.
Constitución apostólica Ut sit, AAS vol. 75, p. 423.

Ya Pablo VI, acogiendo la petición de Josemaría Escrivá, le autorizó a convocar un Congreso General especial para iniciar el estudio de la trasformación del Opus Dei, de acuerdo con su naturaleza y con las normas del Vaticano II. Juan Pablo II, en 1979 encomendó a la Sagrada Congregación para los Obispos. que tras el oportuno estudio, examinara la petición formal presentada por el Opus Dei. Este examen puso de manifiesto la oportunidad y la utilidad de esa transformación. Por esto el papa, aceptando el parecer del Prefecto de la citada Congregación ordena
1. Queda erigido el Opus Dei como Prelatura personal de ámbito internacional, con el nombre de la Santa Cruz y Opus Dei o, en forma abreviada Opus Dei. Queda erigida a la vez la Sociedad Sacerdotal de la Santa Cruz, como Asociación de clérigos intrínsecamente unidad a la Prelatura.
2. La Prelatura se rige por las normas de derecho general, por esta Constitución y por sus propios Estatutos.[4]
3. La jurisdicción de la Prelatura se extiende a los clérigos incardinados en ella y a los laicos, en este caso en cuanto al cumplimiento de las obligaciones peculiares asumidas por el vínculo jurídico, mediante convención con la Prelatura. Clérigos y laicos dependen de la autoridad del Prelado para la realización de la tarea pastoral de la Prelatura.
4. El Ordinario propio de la Prelatura es su Prelado, cuya elección realizada de acuerdo con lo establecido en el derecho general y particular, ha de ser confirmada por el Papa.
5. La Prelatura depende de la Sagrada Congregación para los Obispos y, según de la materia de que se trate, los gestionará ante los demás Dicasterios de la Curia Romana
6. Cada cinco años el Prelado presentará al Papa, a través de la citada congregación, un informe acerca de la situación de la Prelatura y su desarrollo apostólico.
7. El Gobierno central de la Prelatura tiene su sede en Roma. Queda erigida como iglesia prelaticia, el oratorio de Santa María de la Paz, situado en la sede del al Prelatura. Así mismo queda nombrado Prelado del Opus Dei, Álvaro del Portillo, que fue elegido canónicamente como Presidente General del Opus Dei el 15 de septiembre de 1975. Se encomienda la ejecución de lo que antecede Ramolo Carboni, Nuncio Apostólico en Italia.

Concluye el texto, como es habitual en las Constituciones apostólicas, con la fórmula. "Sin que obste cualquier cosa en contrario"
La constitución quedó parcialmente modificada por la constitución apostólica en forma de motu proprio Ad charisma tuendum, firmada el 14 de julio de 2022 por el papa Francisco, publicada el 22 de julio y en vigor a partir del 4 de agosto del mismo año, en el marco de la reforma de la curia romana promovida por él. Entre otros cambios sobre la prelatura, se sustituía el texto de los artículos 5 y 6 de Ut sit estableciendo la dependencia de la prelatura del Dicasterio para el Clero (en lugar del Dicasterio para los Obispos) y la obligatoriedad por parte del Opus Dei de presentar cada año (en lugar de cada cinco años, como rezaba anteriormente el texto) un informe al mismo dicasterio acerca de la situación de la prelatura, respectivamente.